# Guisborough
Guisborough est une ville et une paroisse civile du Yorkshire du Nord, en Angleterre. Administrativement, elle dépend de l'autorité unitaire de Redcar and Cleveland.

## Histoire
C'est un Robert de Bruis (de Brix) qui fonda en 1119 le prieuré de Guisborough. Un Robert de Brix, mort en 1141 fut enterré dans l'église.

## Personnalités nées dans cette ville
- Jonny Cocker (1986–), pilote automobile.